# Bertrand Pancher
Pour les articles homonymes, voir Pancher.
Bertrand Pancher [pɑ̃ʃɛʁ], né le 5 juin 1958 à Saint-Mihiel (Meuse), est un homme politique français.
De 2022 à 2024, il est président du groupe LIOT à l’Assemblée nationale. Il est également président du parti politique UTILES depuis mars 2023.
Il est président du conseil général de la Meuse de 2001 à 2004 et maire de Bar-le-Duc, préfecture de la Meuse, de 1995 à 2001, puis de nouveau de 2014 à 2017.

## Biographie
Bertrand Pancher est titulaire d'une licence en droit et de la maîtrise en sciences économiques.[réf. souhaitée]

### Carrière politique
À la suite de la nomination de Gérard Longuet comme ministre délégué chargé des Postes et Télécommunications en mars 1986, il devient membre de son cabinet jusqu'à la démission du gouvernement le 10 mai 1988.
Il se présente aux élections municipales de 1989 à Bar-le-Duc. Il perd face au maire sortant Jean Bernard (PS). Après six années dans l'opposition municipale, il est élu maire de Bar-le-Duc aux élections municipales de juin 1995.
Il devient conseiller général du canton de Bar-le-Duc-Nord en mars 1992 et vice-président du conseil général de la Meuse en mars 1994. En mars 2001, réélu à la mairie de Bar-le-Duc, il cède son siège à son adjointe Martine Huraut (UMP) pour devenir président du conseil général de la Meuse.[réf. souhaitée]
Membre de l'UDF puis de l'UMP, il rejoint le Parti radical dirigé par Jean-Louis Borloo en mai 2011.
Il ne retrouve pas son poste de conseiller général aux élections cantonales de 2004, les Barisiens n'ayant pas apprécié son choix en 2001 d'abandonner son poste de maire pour celui de président du conseil général.[réf. souhaitée]
Il est élu député le 17 juin 2007, pour la XIIIe législature (2007-2012), dans la 1re circonscription de la Meuse en battant, au deuxième tour, Thibaut Villemin (PS) avec 53,97 % des suffrages. Il succède ainsi à François Dosé (PS) qui ne se représentait pas. Il est réélu le 17 juin 2012. À l'Assemblée nationale, il est membre de la commission du Développement durable et de l'Aménagement du territoire.
Après son élection, il participe aux travaux du Grenelle de l’environnement, en tant que membre du Groupe V « Construire une démocratie écologique ». La mise en œuvre des conclusions du groupe de travail a ensuite favorisé sa nomination par le Premier ministre comme parlementaire en mission auprès de Jean-Louis Borloo. Le 26 janvier 2011, après avoir été co-rapporteur sur le projet de loi Grenelle II, il est désigné par la commission du Développement durable et de l'Aménagement du territoire, rapporteur du suivi de la mise en application du texte. Il rend un rapport d’information à ce sujet en février 2012.[réf. souhaitée]
Il se présente aux élections municipales de 2014 et devient le nouveau maire de Bar-le-Duc le 4 avril 2014. Le 14 avril 2014, il prend la présidence de la Communauté d'agglomération Bar-le-Duc Sud Meuse.
Réélu aux élections législatives de juin 2017, Bertrand Pancher démissionne de ses mandats de maire de Bar-le-Duc et de président de la communauté d'agglomération "Bar-le-Duc Sud Meuse" conformément aux lois du 14 février 2014 sur le non-cumul des mandats. Sa 2e adjointe, Martine Joly, le remplace à ces postes.
Fin octobre 2017, il relaie à l'Assemblée nationale, avec des députés LR, un amendement portant sur la fiscalité des entrepôts et fourni par le Medef et par la Confédération des petites et moyennes entreprises,,.
Fin mars 2023, Bertrand Pancher créé l’association UTILES avec d’autres parlementaires du groupe LIOT. Il préside ce parti politique depuis sa création.
En juillet 2024, il est battu au second tour des élections législatives, par Maxime Amblard du Rassemblement national (50,50 %) qui le devance de quelque 500 voix.

## Détails des fonctions et mandats

### À l'Assemblée nationale
- 20 juin 2012 - 21 juin 2017 : député de la 1re circonscription de la Meuse (XIVe législature)
- 21 juin 2017 - 21 juin 2022 : député de la 1re circonscription de la Meuse (XVe législature)
- 22 juin 2022 : député de la 1re circonscription de la Meuse (XVIe législature)

### Au niveau local

#### Conseil général
- 22 mars 1998 - 28 mars 2004 : conseiller général du canton de Bar-le-Duc-Nord
- mars 1994 - mars 2001 : vice-président du conseil général de la Meuse
- mars 2001 - 28 mars 2004 : président du conseil général de la Meuse

#### Mairie
- 11 juin 1995 - 18 mars 2001 : maire de Bar-le-Duc
- 19 mars 2001 - 16 mars 2008 : adjoint au maire de Bar-le-Duc
- 4 avril 2014 - 29 juin 2017 : maire de Bar-le-Duc

#### Intercommunalité
- janvier 2002 - mars 2008 : président de la communauté de communes de Bar-le-Duc
- 14 avril 2014 - 6 juillet 2017 : président de la communauté d'agglomération Bar-le-Duc Sud Meuse

## Publications
- 2010 : Démocratie apaisée : ces hirondelles qui annoncent le printemps